# Iman Crosson

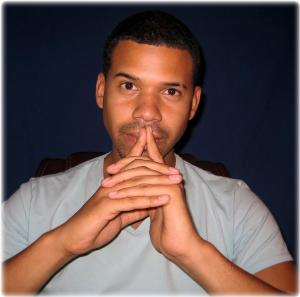
Iman Crosson, 2008

Iman Crosson (* 27. März 1982 in Louisville, Kentucky), auch bekannt unter dem Künstlernamen Alphacat, ist ein US-amerikanischer Webvideoproduzent, Imitator und Schauspieler, der vor allem durch seine vielfache Personifizierung des ehemaligen US-Präsidenten Barack Obama bekannt wurde.

## Karriere
Am 14. Dezember 2005 eröffnete Iman Crosson unter dem Nickname Alphacat seinen ersten Account auf der Plattform YouTube. Seit Juli 2008 begann er das erste Mal parodistische Videos über den damaligen US-Präsidenten Barack Obama zu veröffentlichen. Nachdem er mit einem dieser Videos einen nationalen Wettbewerb gewonnen hatte, zog er nach Kalifornien und wurde dort von einem Talentagenten unter Vertrag genommen.
Im Laufe der Zeit verkörperte Crosson Obama in einer Vielzahl von (teils eigens, teils fremdproduzierten) Video-Veröffentlichungen, darunter auch in der bekannten Webserie Epic Rap Battles of History. Neben der Verkörperung, lieh er diversen Zeichentrickversionen des Präsidenten auch wiederholt seine Stimme, so unter anderem in der Serie Our Cartoon President (2019–2020).
Als Schauspieler hatte Crosson 2013 eine Hauptrolle in der Filmproduktion Along the Roadside. 2016 verkörperte in der Bollywood-Produktion Tere Bin Laden – Dead or Alive erneut Barack Obama. In den Jahren danach hatte er auch Gastauftritte in vereinzelten Episoden von bekannten Fernsehserien wie Schatten der Leidenschaft oder Navy CIS.

## Filmografie
- 2009: Phatdippin' Rap (Musikvideo von Rhett & Link)
- 2010: Totally Sketch (Fernsehserie, 1 Folge)
- 2011: BlackBoxTV (Fernsehserie, 1 Folge)
- 2011: Mayor Cupcake (Stimme)
- 2011: YouTube Assassin (Fernsehserie, 1 Folge)
- 2012: Glease (Fernsehfilm)
- 2012: A Guy Walks Into a Bar (Fernsehserie, 1 Folge)
- 2012: Puppet Cop (Miniserie)
- 2012: Epic Rap Battles of History (Webserie, 1 Folge)
- 2012: Rewind YouTube Style 2012 (Video)
- 2012: Bite me (Fernsehserie, 1 Folge – Stimme)
- 2012–2019: King Bachelor's Pad (Fernsehserie, 10 Folgen)
- 2013: Along the Roadside
- 2013: The Door
- 2013: The High Fructose Adventures of Annoying Orange (Fernsehserie, 1 Folge – Stimme)
- 2013: Remix the Movies (Fernsehserie, 2 Folgen)
- 2013: Kanye West Bound 2 Parody (Video)
- 2014: SHFTY – Super Happy Fun Time, Yay! (Fernsehserie, 1 Folge)
- 2014: Midas (Musikvideo)
- 2015: Fight of the Living Dead (Fernsehserie, 1 Folge)
- 2015: Bob Thunder: Internet Assassin
- 2015: Tatooed Love
- 2016: Tere Bin Laden – Dead or Alive
- 2016: Pretty Vacant
- 2017: Class Dismissed (Fernsehserie, 1 Folge)
- 2017: Caught the Series (Fernsehserie, 4 Folgen)
- 2017: Dead House (Fernsehserie, 6 Folgen)
- 2018: The Thinning – New World Order
- 2018–2019: Bad Escorts (Fernsehserie, 6 Folgen)
- 2019: Breaking the I.C.E.
- 2019–2020: Our Cartoon President (Fernsehserie, 15 Folgen)
- 2020: 4/20
- 2022: Daedalus (Fernsehserie, 1 Folge)
- 2023: Schatten der Leidenschaft (The Young and the Restless, Fernsehserie, 1 Folge)
- 2023: Grown-ish (Fernsehserie, 1 Folge)
- 2023: White Men Can’t Jump
- 2023: It’s Always Sunny in Philadelphia (Fernsehserie, 1 Folge)
- 2024: Omni Loop
- 2024: Navy CIS (NCIS, Fernsehserie, 1 Folge)
- 2024: X-Factor – Das Unfassbare (Beyond Belief, Fernsehserie, 1 Folge)
- 2024: The Present (Stimme)